# Las Vacas
De Las Vacas is een korte rivier in het zuidoosten van Guatemala. De rivier ontspringt in de heuvels die grenzen aan de zuidoostelijke buitenwijken van Guatemala-Stad en stroomt in noordoostelijke richting om uit te monden in de Motagua op het punt waar de departementale grenzen van El Progreso, Baja Verapaz en Guatemala samenkomen. In de laatste kilometers markeert de loop van de rivier de grens tussen de departementen Guatemala en El Progreso.
De rivier vormt een belangrijke afvoer voor ongezuiverd rioolwater uit Guatemala-Stad. Het zeer vervuilde rivierwater bevat weinig aquatisch leven en draagt bij aan de vervuiling van de Motaguarivier en het mariene ecosysteem in de Golf van Honduras.
De loop van de rivier wordt onderbroken door de dam van de Las Vacas-waterkrachtcentrale ongeveer 18 km ten noordoosten van Guatemala-Stad, in de gemeente Chinautla op de plaats waar de Quezadarivier uitmondt in de Las Vacas.